# Sol et Gobelet
Sol et Gobelet est une série télévisée jeunesse québécoise en 62 épisodes de 25 minutes diffusée du 15 octobre 1968 au 28 décembre 1971 à la télévision deRadio-Canada. Elle a été rediffusée jusque qu’à l’année 1981. Par la suite, Marc Favreau dans son personnage de « Sol » a entrepris une carrière solo par des disques albums et des spectacles auprès du public Québécois.

## Synopsis
Sol (Marc Favreau) le clochard, et Gobelet (Luc Durand) l'intellectuel, habitent un appartement misérable où il leur arrive des histoires abracadabrantes.

## Description
La série est composée de 62 épisodes, de 30 minutes diffusés originellement du 15 octobre 1968 au 28 décembre 1971. Elle était généralement diffusée après Bobino entre 16 h 30 et 17 h.
Par son langage savoureux et les situations absurdes, cette émission a marqué le Québec pendant sa période de diffusion, et par la suite en reprises. Manipulant l'humour subtil ou loufoque, l'ironie et les calembours, le duo représente une version moderne et urbaine des archétypes de l'auguste et du clown blanc. L'action se déroule dans un décor minimaliste, quelques meubles et accessoires entourés d'un vide noir.
Le personnage le plus populaire de cette émission est Sol, qui a été créé lors de la saison 1958-1959 de l'émission La Boîte à Surprise. À la fin de Sol et Gobelet, Sol a connu une carrière internationale avec ses monologues.
Les personnages d'Isabelle et de Gobelet proviennent de la série Les Croquignoles.

## Distribution
- Marc Favreau : Sol
- Luc Durand : Gobelet
- Suzanne Lévesque : Isabelle
- Micheline Gérin: Voix du perroquet Yo-Yo

## Fiche technique
- Scénario : Luc Durand et Marc Favreau
- Réalisation : Maurice Falardeau, Rolland Guay, André Pagé, Micheline Latulippe
- Musique : Herbert Ruff
- Décors : Claude Lafortune
- Société de production : Société Radio-Canada

## Épisodes

### 1968
1. Y a-t-il un dompteur dans la salle? (15-10-1968)
2. Laura Torio (22-10-1968)
3. C'est beau les vacances (1/2) (29-10-1968)
4. C'est beau les vacances (2/2) (05-11-1968)
5. Le gars rage (12-11-1968)
6. Tour de reins (19-11-1968)
7. L'âme est en psychose (26-11-1968)
8. Quand une flèche fait la bombe (03-12-68)
9. Le poubellisme chez soi (10-12-1968)
10. Oreille-de-grenouille (1/2) (24-12-1968)
11. Oreille-de-grenouille (2/2) (31-12-1968)[3]

### 1969
1. Le maxicrobe (07-01-1969)
2. La comtesse Ouflée (14-01-1969)
3. Caméléon Gobaparte (21-01-1969)
4. L'homme en caoutchouc (28-01-1969)
5. Le mauvais tour du propriétaire (04-02-1969)
6. La téléphonite (11-02-1969[N 2])
7. Le Gobelet volant (18-02-1969[N 3])
8. Le départ a lieu quand même (25-02-1969)
9. Les œufs au beurre noir (04-03-1969)
10. La culture du sol (18-03-1969)
11. Max-la-Mitraille (25-03-1969)
12. La douche vie (15-04-1969)
13. Le poids d'un clown (22-04-1969)
14. Le manteau (29-04-1969)
15. Le mégalocéphale (06-05-69)
16. Lire et délire (13-05-69)
17. La chambre à air (20-05-69)
18. Le noyé du mois (27-05-69)
19. Il était une vache[N 4] (09-12-1969)
20. La statue erre (16-12-1969)
21. Un ange passe (23-12-1969)
22. Le papier pain (30-12-1969)[3]

### 1970
1. Des courants d'air (06-01-1970)
2. L'agent sucré (13-01-1970)
3. Un satané nez (20-01-1970)
4. La reculite aiguë (21-04-05-1970)
5. L'épluchette de blé d'Inde (28-04-1970[N 5])
6. Des machines (12-05-1970)
7. Le sous-sol (26-05-1970)
8. Le Gobelet vengeur (15-09-1970)
9. Ah...et puis flûte (22-09-1970)
10. Le fakir (29-09-1970)[3]

### 1971
1. Jamais deux sans trois (12-01-1971)
2. Je penche donc je suis (19-01-1971)
3. La vieille dure ce que la verdure (26-01-1971)
4. Le sauvage (02-02-1971[N 6])
5. Le pic-à-trou-faire (16-02-1971)
6. Le casse-pied (23-02-1971)
7. Le beau Nanza (02-03-1971)
8. L'antivol (09-03-1971)
9. De pire en piranha (16-03-1971)
10. La vivi (23-03-1971)
11. La bisbille (30-03-1971[N 7])
12. Le Zorro et l'infini (31-05-1971)
13. Le taxi (14-06-1971[N 8])
14. Un jeudi 4 mars (21-06-1971)
15. Le pétrin (28-06-1971)
16. La preuve par l'œuf (21-12-1971)
17. La conservation (28-12-1971)[3]

### Épisodes dont la date de diffusion est à déterminer
1. Latex de clown[N 9],[3][source insuffisante]

## Autour de la série
- Le 19 septembre 2008, le maire de Montréal, monsieur Gérald Tremblay et le maire de l'arrondissement de Rosemont-La Petite-Patrie, monsieur André Lavallée, ont dévoilé les noms de la Bibliothèque Marc-Favreau et du parc Luc-Durand qui seront aménagés sur le site des anciens ateliers municipaux, situés au 700, boulevard Rosemont. La date d’inauguration reste à déterminer.

- Le télé-horaire La Semaine à Radio-Canada, semaine du 26 février au 4 mars 1966, annonce une émission spéciale intitulée « Fête d’enfants » diffusée le dimanche 27 février 1966 de 14 h à 14 h 30 :

« Fête d’enfants ». Avec Pierre Thériault (monsieur Surprise), l’équipe des Croquignoles, Jean Besré et Lise LaSalle, Michel Cailloux (Michel, le Magicien), Marc Favreau et Yvon Dufour (Sol et Bouton), Jacques Létourneau (Maboule) et Herbert Ruff.
Dans le même numéro de La Semaine à Radio-Canada, nous retrouvons à la page 2, un article sur cette émission :
« Le dimanche 27 février [1966], de 2 heures à 2 h 30 de l’après-midi, on pourra voir, à la télévision, un reportage sur une fête d’enfants réalisé la veille au Centre Marquette, dans l’est de la Métropole. Cette manifestation sera organisée par Radio-Canada, à l’occasion de la Quinzaine de la télévision.
Prendront part à la fête plusieurs personnages et animateurs des émissions pour enfants : Monsieur Surprise (Pierre Thériault), l’équipe des Croquignoles, Lise LaSalle et Jean Besré (animateurs de l’émission Tour de terre), Michel, le Magicien (Michel Cailloux), Sol et Bouton de la Boîte à Surprise (Marc Favreau et Yvon Dufour), le pirate Maboule (Jacques Létourneau) et Herbert Ruff.
Hubert Blais réalisera cette émission qui promet de faire passer d’agréables moments »
Commentaires : Dans cette émission, il n’y a pas pu avoir Sol et Berlingot en même temps sur scène, puisque Marc Favreau personnifiait le personnage de Berlingot au sein des Croquignoles et le personnage de Sol dans Sol et Bouton. D’autre part, c’est la première fois, à notre connaissance, que sont réunis à un même spectacle Gobelet et Sol. Le personnage d'Isabelle devait être aussi présent puisqu'elle faisait partie des Croquignoles.

## Produits dérivés de la série

### Discographie
- Favreau, Marc et Durand, Luc, Sol et Gobelet: chanson-thème de l'émission, musique d'Herbert Ruff et paroles de Luc Durand, Imavision et Radio-Canada Télévision. Note : ce CD était offert en promotion à l'achat de Sol et Gobelet, coffret DVD 1, date de diffusion à déterminer.

Sur ce CD, nous retrouvons la version originale (0:41) et trois versions instrumentales présentées à la fin des épisodes suivantes :
- - Un satané nez diffusé le 20 janvier 1970 0:38
  - Le zorro et l'infini diffusé le 31 mai 1975 0:35
  - Un jeudi 4 mars diffusé le 21 juin 1971 1:09

### Filmographie

#### VHS
- Les grandes émissions jeunesse de Radio-Canada, SRC Video, année indéterminé (vers 1996)
- Volume 1 : 1. Le Major Plum Pouding : Les talents de l’étalon; 2. Sol et Gobelet : L’agent sucré; 3. Le Pirate Maboule : La valeur des avalés
- Sol et Gobelet, Radio-Canada et Imavision Distribution, Année de production à déterminer
  - Cassette 1 : Épisode 1. Le Gars Rage; Épisode 2. Le Gobelet Volant
  - Cassette 2 : Épisode 3. La reculite aiguë; Épisode 4. Quand la flèche fait la bombe
  - Cassette 3 : Épisode 5. La Douche Vie; Épisode 6. Un ange passe

#### DVD
- Sol et Gobelet : Coffret 1, Radio-Canada Vidéo et Imavision Distribution, 2005
  - Disque 1 : 1. Y a-t-il un dompteur dans la salle ? ; 2. Laura Torio ; 3. Les gars ragent (Le gars rage) ; 3. Le poubellisme chez soi ; 4. La douche vie ; 5. Le poids d’un clown ; La statue erre ; 6. Un ange passe
  - Disque 2 : 1. Des courants d’air ; 2. Un satané nez ; 3. Il était une vache ; 4. La reculite aiguë ; 5. Le fakir ; 6. Le « Pic-à trou-faire » ; 6. Le casse-pied ; 7. Bisbille
  - Disque 3 : 1. Le Zorro et l’infini ; 2. Un jeudi 4 mars ; Supplément : Sol et Gobelet se racontent… (Le Point, 17 décembre 1998)
- Sol et Gobelet : Coffret 2, Radio-Canada Vidéo et Imavision Distribution, 2006
  - Disque 1 : 1. L’âme est en psychose ; 2. Le Maxicrobe ; 3. Oreille-de-Grenouille (1/2) ; 4. Oreille-de-Grenouille (2/2) ; 5. Le comtesse Ouflée ; 6. Caméléon Gobaparte ; 7. Le mauvais tour du propriétaire
  - Disque 2 : 1. La téléphonite ; 2. Le Gobelet volant ; 3. Max la mitraille ; 4. La papier pain ; 5. Des machines ; 6. L’épluchette de blé d’Inde ; 7. Le sous-sol
  - Disque 3 : 1. Le Gobelet vengeur ; 2. Jamais deux sans trois ; 3. Le sauvage ; 4. Le taxi ; Suppléments : Liza et RDI à l’écoute

### Source bibliographique
: document utilisé comme source pour la rédaction de cet article.
- « Sol et Gobelet (1969-1972) », sur Emissions.ca (version du 16 novembre 2005 sur Internet Archive)
- Sol et Gobelet coffret DVD, de Société Radio-Canada, Imavision, DVD, 2 coffrets – présentations en ligne « Sol et Gobelet, Coffret » (version du 29 mars 2010 sur Internet Archive) et « Sol et Gobelet, Coffret 2 » (version du 14 juin 2008 sur Internet Archive)